# Boudin (insaccato)
Il boudin (pron. fr. AFI: [budɛ̃]) è un salume di origine antica riconosciuto come Prodotto Agroalimentare Tradizionale (P.A.T.) italiano.
Viene prodotto in Valle d'Aosta e appartiene alla categoria dei sanguinacci.

## Preparazione

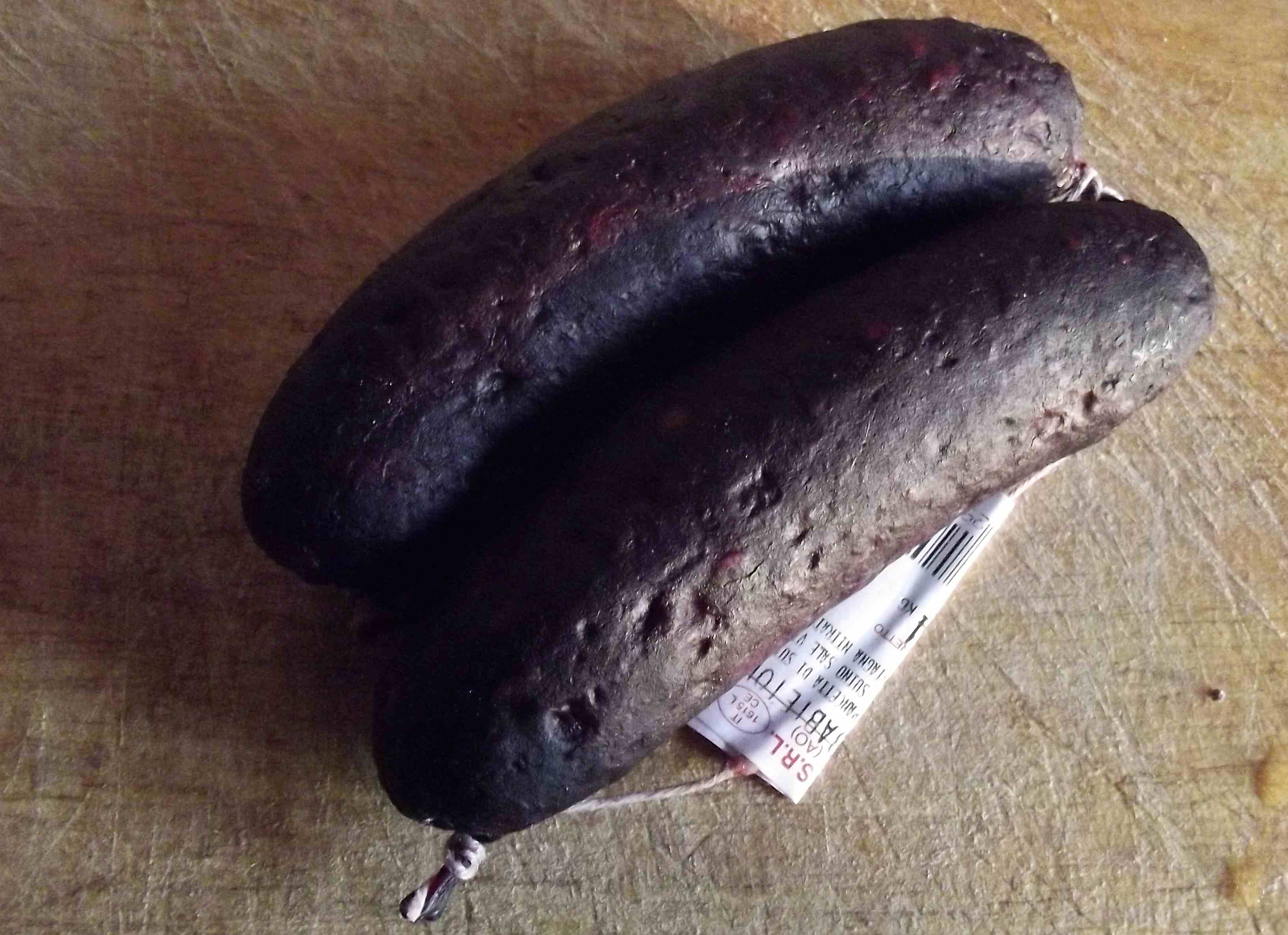
Due boudin interi

L'insaccato viene preparato con patate bollite alle quali vengono mescolati cubetti di lardo, barbabietole rosse, sangue di maiale (o di bovino), vino, spezie e aromi naturali.
La barbabietola rossa, oltre che contribuire al gusto e alla colorazione del prodotto, svolge anche la funzione di conservante alimentare naturale. Il tutto viene insaccato in budello suino legato a mano e poi appeso e stagionato per almeno una decina di giorni.

## Consumo
I boudin vengono in genere consumati come antipasto. Possono essere mangiati freddi oppure bolliti, magari con l'accompagnamento di insalata o verdure cotte (in particolare le patate rosse di montagna bollite), oppure scaldati al forno; in quest'ultimo caso va utilizzato un prodotto ancora piuttosto fresco e poco stagionato.
Si prestano ad accompagnare l'insaccato vini rossi non invecchiati e con una buona componente aromatica.